# Oba (Cádiz)

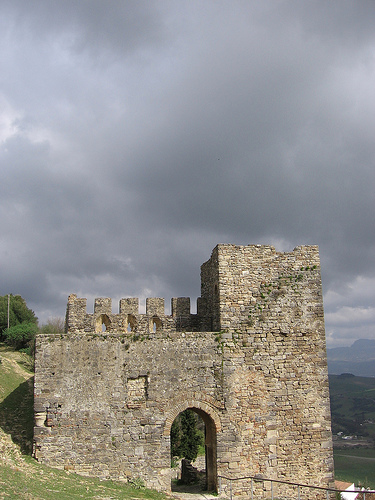
Castillo de Jimena de la Frontera.

Oba es el topónimo de una antigua ciudad de la provincia de Cádiz, conocida por sus acuñaciones de monedas en alfabeto libio-fenicio.

## Localización
Suele identificarse con Jimena de la Frontera, donde existen, reutilizados en el castillo, varios epígrafes en los que aparece la res publica Obensis. También son numerosos los hallazgos monetales con este topónimo en los alrededores de Jimena.

## Monedas
En cuanto a las acuñaciones monetales, aparecen escritas en latín y en libio-púnico (o libiofénice). Existe otra ciudad que acuña moneda con el topónimo Obba, citada por Livio (30, 7) en territorio púnico norteafricano y que parece claramente un cognato de esta Oba gaditana.
Las monedas prerromanas que se acuñan en Oba se pueden englobar tipológicamente entorno  al semis, valor monetario asignable a la mitad de un As y que pesaba entre 2.8 y 3.9 gramos. Estas son de especial importancia puesto que, junto a otra serie de monedas prerromanas acuñadas en varios asentimientos de la provincia Cádiz, reflejan las interacciones primarias que se dan entre Roma y los pueblos indígenas conquistados. Este hecho cristaliza en una de sus características esenciales: el ser bilingües. 
De forma general, los semis de Oba se caracterizan por presentar en el anverso una cabeza masculina con casco y en el reverso un caballo galopante además de las reseñables leyendas en Libio-fenicio y su transcripción latina (OBA).  Aunque no se debieron emitir abundantes tiradas de los semis de Oba, a día de hoy nos han llegado suficientes ejemplares como para establecer tres variantes tipológicas definidas, que según Álvarez Burgos serían:
```
   1. A/ Cabeza masculina con casco a derecha, delante palma R/ Caballo a izquierda, encima OBA, debajo leyenda libio-fenicia.
   2. A/ Similar, R/ Similar con caballo a derecha.
   3. A/ Similar, R/ Similar, delante O(…)
```

Como se puede apreciar, la leyenda libio-fenicia posee cuatro letras que se han traducido normalmente como OBAN, resultando interesante que la transcripción latina pierda el valor de la ‘N’ final resultando en OBA.
Estos semis, que se acuñaron en torno al 50 a. C. son análogos a los encontrados en otros yacimientos gaditanos con establecidas cecas libio-fenicias como Arsa, Asido, Lascuta, Iptuci, Turiregina y Vesci, los cuales emitieron moneda entre el siglo II a. C. y el siglo I d. C.

## Castillo de Jimena
También en el castillo de Jimena de la Frontera se han encontrado varias esculturas romanas y restos arquitectónicos de la misma época, aunque se ignora la situación exacta de la población antigua. Las lápidas debieron ser extraídas de un importante mausoleo, propiedad de la familia Herennia, fechado a mediados del siglo II de nuestra era.